# هنرپیشه (فیلم)
هنرپیشه نام فیلمی به کارگردانی محسن مخملباف و محصول سال ۱۳۷۱ است. در این فیلم اکبر عبدی در نقش بازیگر فیلمهای کمدی سینما ظاهر شده و بخشی از چالشهای درونی زندگی وی به تصویر کشیده شده‌است.

## بازیگران
- اکبر عبدی (اکبر عبدی)
- فاطمه معتمدآریا (سیمین)
- ماهایا پطروسیان (زن کولی)
- حمیده خیرآبادی (مادر اکبر)
- حسین پناهی
- محمدرضا شریفی‌نیا
- حمید عبدالملکی
- سمیرا مخملباف
- مریم سپهری
- آزیتا حاجیان
- پروین سلیمانی

## خلاصه داستان
اکبر عبدی بازیگر موفق فیلم‌های کمدی به دلیل نازایی همسرش و مشکلات حرفه‌ای که او را از رسیدن به آروزهایش بازمی‌دارند دچار آشفتگی در زندگی شخصی و اجتماعی است. سیمین همسر اکبر زن کولی ظاهراً لالی را به عقد اکبر درمی‌آورد تا اکبر از او صاحب فرزندی شود. حضور زن کولی زندگی آن دو را دگرگون می‌کند. اکبر به زن دل می‌بندد و کار سیمین به مرز جنون می‌کشد. سیمین به تیمارستان فرستاده می‌شود و زن کولی هم آبستن نمی‌شود. وقتی اکبر زن کولی را به حلبی آباد محل زندگی‌اش بازمی‌گرداند متوجه می‌شود که زن لال نیست. عبدی مستاصل به تیمارستان می‌رود و سیمین را به خانه بازمی‌گرداند. آن دو نوزادی را از پرورشگاه به عنوان فرزندخوانده می‌پذیرند.

## جوایزها و انتخاب‌ها
یازدهمین دوره جشنواره فیلم فجر (بخش مسابقه سینمای ایران) در سال ۱۳۷۱
- برنده سیمرغ بلورین بهترین صدابرداری (جهانگیر میرشکاری)
- برنده سیمرغ بلورین بهترین صدابرداری (ساسان باقرپور)
- برنده سیمرغ بلورین بهترین طراحی صحنه و لباس (رضا علاقه‌مند)
- برنده سیمرغ بلورین بهترین طراحی صحنه و لباس (سعید مترصد)
- کاندیدای سیمرغ بلورین بهترین کارگردانی (محسن مخملباف)
- کاندیدای سیمرغ بلورین بهترین چهره پردازی (عبدالله اسکندری)
- کاندیدای سیمرغ بلورین بهترین بازیگر نقش اول مرد (اکبر عبدی)
- کاندیدای سیمرغ بلورین بهترین بازیگر نقش اول زن (فاطمه معتمدآریا)

دوازدهمین دوره جشنواره فیلم فجر (بخش مسابقه بهترین عکس) در سال ۱۳۷۲
- کاندیدای سیمرغ بلورین بهترین عکس (میترا محاسنی)

دوازدهمین دوره جشنواره فیلم فجر (بخش مسابقه بهترین پوستر) در سال ۱۳۷۲
- برنده دیپلم افتخار بهترین پوستر (رضا عابدینی)